# NGC 1573
NGC 1573 је елиптична галаксија у сазвежђу Жирафа која се налази на NGC листи објеката дубоког неба.
Деклинација објекта је + 73° 15' 47" а ректасцензија 4h 35m 4,2s. Привидна величина (магнитуда) објекта NGC 1573 износи 11,9 а фотографска магнитуда 12,9. Налази се на удаљености од 55,190 милиона парсека од Сунца. NGC 1573 је још познат и под ознакама UGC 3077, MCG 12-5-8, CGCG 328-9, 7ZW 18, PGC 15570.